# Kammerchor Klagenfurt-Wörthersee
Der Kammerchor Klagenfurt-Wörthersee aus Klagenfurt in Kärnten besteht aus 50 Sängerinnen und Sängern und zählt zu den innovativsten Kärntner Chören.

## Chorgeschichte
Der Kammerchor Klagenfurt wurde 1985 unter dem Namen Singkreis Klagenfurt-Wörthersee gegründet. Unter der Leitung von Herwig Wiener entstanden zahlreiche CD-Aufnahmen und der Chor war bei Wettbewerben erfolgreich. Von 1993 bis 2001 wurde er von Erwin Berger und Reinhard Kühr geleitet. Der langjährige Obmann ist Günter Magerle. Obfrau ist Brigitte Wurzer, seit 9 Jahren beim Singkreis Klagenfurt-Wörthersee.
2001 wurde der Chor in Kammerchor Klagenfurt-Wörthersee umbenannt und künstlerisch neu ausgerichtet. Christian Liebhauser-Karl übernahm die Leitung. Ziel der Chorarbeit ist das Erreichen größtmöglicher musikalischer Qualität, unabhängig davon, ob ein Lied oder Werk aus dem Bereich Klassik, U-Musik oder Volkslied stammt. Bei der Interpretation des Kärntnerlieds war es Christian Liebhauser-Karl wichtig, „zurück zu den Wurzeln“ zu gehen. 2018 übernahm Günter Wallner die Chorleitung. Der gebürtige Wiener studierte an der Wiener Musikhochschule (u. a. Chorleitung bei Johannes Prinz), seit 2008 ist er Chordirektor und Kapellmeister am Stadttheater Klagenfurt.
Der Kammerchor studiert jedes zweite Jahr ein großes Chor-Orchesterwerk ein, wobei man mit dem Orchester der Dommusik Klagenfurt, hauptsächlich mit Mitgliedern des Kärntner Symphonieorchesters, zusammenarbeitet. Daneben gibt es Sommerkonzerte oder „Besinnlichen Weihnacht“ im Dom zu Maria Saal. Kleingruppen des Kammerchores Klagenfurt-Wörthersee, das Gemischte Doppelsextett und das Gemischte Quartett singen im ganzen Land. Zahlreiche Konzertreisen haben den Kammerchor in viele Städte Europas, aber auch in den Fernen Osten, nach Südafrika und zuletzt nach Kanada geführt.

## Projekt „Halleluja“ – „Alliluja“ – Passion und Herrlichkeit in Ost und West
Die Intention des Jahresprojekts 2010 mit wissenschaftlicher Unterstützung von Günther Antesberger ist eine Gegenüberstellung von Passionsliteratur der Ost- und Westkirche, wobei viele Noten entstanden und Chorsätze verfasst wurden.
Auf der einen Seite stehen die Werke der russischen Meister und orthodoxen Volksweisen, eine  Kirchenliteratur, deren Leitgedanke die Verherrlichung Gottes mit dem eigenen Mund, also dezidiert ohne Instrumente war. Diesen werden die Werke von J.S. Bach, Anton Bruckner (Ave Maria, Locus iste), G. Homilius, W. Gluck und Franz Schubert sowie Kärntner Passionslieder und Passionsliteratur gegenübergestellt. Eine erste  Hörprobe gab es im Frühling in der Katholischen Kirche von Bodensdorf. Eine CD mit vertiefendem Booklet gestaltet vom Komponisten Günther Antesberger wurde am 21. November im Dom zu Maria Saal präsentiert. Chorleiter Liebhauser-Karl arrangierte verschiedene Choraufstellungen für die Aufnahmen in Abhängigkeit von den Werken, um interessante Hörerlebnisse, insbesondere um den Vergleich homophoner und polyphoner Musik zu ermöglichen. Dazu wird eine „Chorische Quartettaufstellung“ eingesetzt, die zur Erzeugung einer beeindruckenden Klangfläche führt.

## Projekt "Mein Land" – Neues Kärntnerlied
Der Kammerchor Klagenfurt-Wörthersee hat es sich zur Aufgabe gemacht, dem Kärntnerlied neue Impulse zu geben. Unter dem Projekttitel „Mein Land“ wurden Liederschreiber und Texter um die Einreichung neuer Kompositionen für Kärntner Liedgut gebeten. Das Ergebnis ist ein umfangreiches Werk, mit Kompositionen vom "klassischen" Kärntnerlied bis zum mehrstimmigen "Kärnten-Lied". Wohl auch durch den Schnittpunkt der deutschen, slowenischen und italienischen Kulturkreise vermitteln die Melodien eine ganz spezielle Atmosphäre.
Das Ergebnis des Projekts war die Doppel-CD „Mein Land“ sowie ein Notenheft, das bei den Uraufführungen im Oktober 2007 im Wappensaal Klagenfurt der Öffentlichkeit präsentiert wurde. Beteiligte Kärntner Komponisten sind: Günther Antesberger, Erwin Berger, Dieter Fleiß, Nikolaus Fheodoroff, Josef Inzko, Walter Kraxner, Karl Maier, Thomas Modrej, Veit Obersteiner Veit, EdiOraze Edi, Hedi Preissegger, Gerhard Prinz, Friedrich Schwarz jun., Roland Streiner, Bruno Strobl. Binnen kurzer Zeit haben auch schon einige der neuen Kärntnerlieder bei den zahlreichen Chören im Lande Fuß gefasst.

## Projekt "Unser Land"
Gemeinsam mit anderen Chören, insbesondere dem Mešani Pevski Zbor Jakob Petelin Gallus mit dessen Obmann Miha Kampuš, wurde am 2. Mai 2012 am Klagenfurter Bahnhof ein Flashmob organisiert. Die Aktion bildete den Auftakt für die Initiative "Unser Land", bei der sich 300 Kärntner Sänger der deutschen und slowenischen Sprachkulturen versammelten und gemeinsam sangen. Ziel der überparteilichen Initiative ist es, die im 20. Jahrhundert entstanden Gräben zwischen den Kärntner Volkskulturen wo immer möglich, zu überwinden. Der Kammerchor umrahmte gemeinsam mit dem Jakob Petelin Gallus-Chor und der Militärmusik die Landesfeier zur Volksabstimmung am 10. Oktober, wo ein Kärntnerlied uraufgeführt und die Versöhnungshymne "Kärnten-Koroska" intoniert wurde.
Der für die 100-Jahr-Feier der Volksabstimmung geplante große Auftritt des Kammerchors Klagenfurt-Wörthersee gemeinsam mit dem Jakob
Petelin Gallus Chores wurden wegen der COVID-19-Pandemie vom ORF-Landesstudio Kärnten übertragen.

## Tonträger (aktuelle und vergriffene) / Auszeichnungen

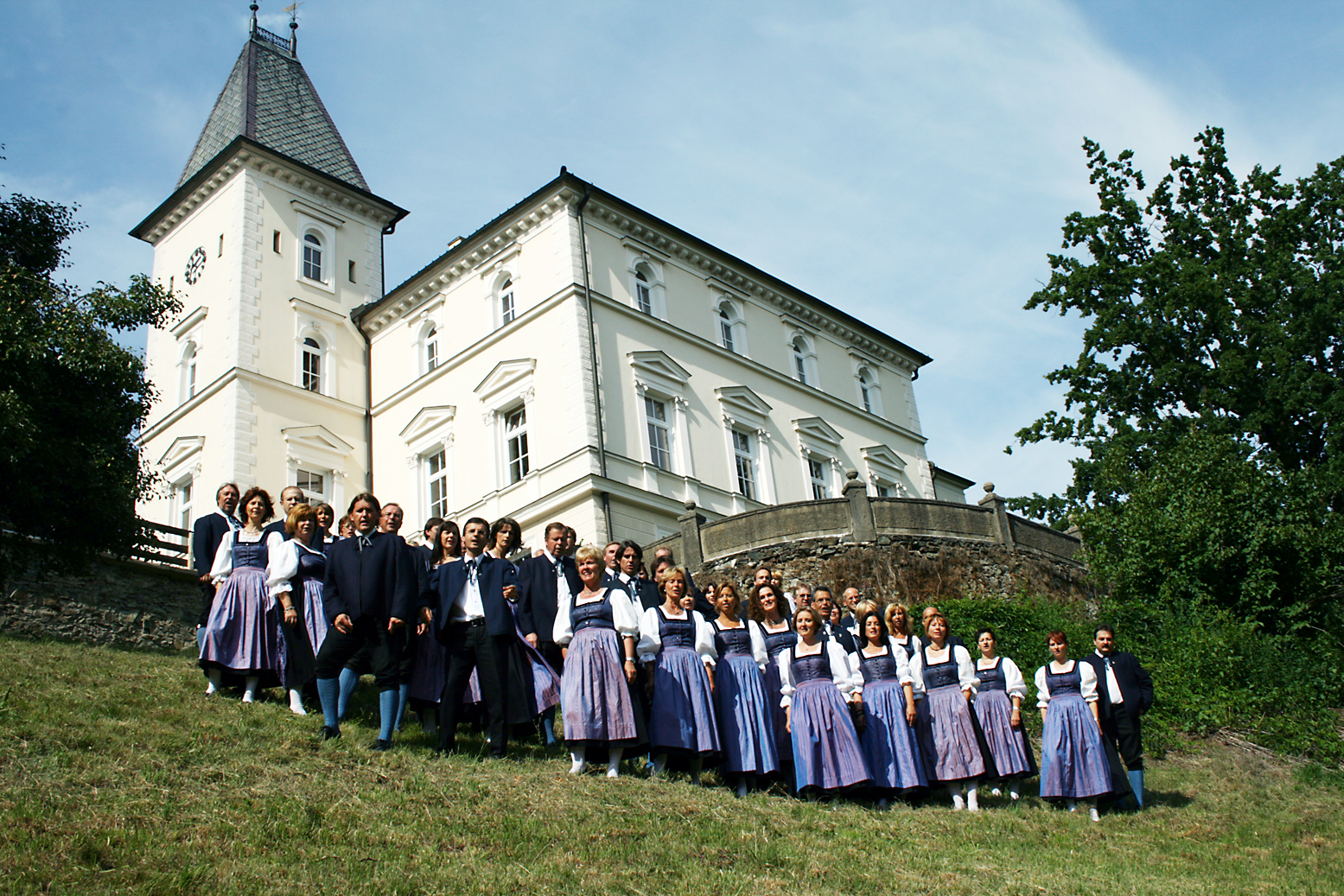
Chor-„Heimat“ Bildungshaus Schloss Krastowitz

- 2020: „Ein deutsches Requiem“ von Johannes Brahms, aufgeführt u. a. bei den Musikwochen im Stift Millstatt[10]
- 2016: weihnacht.zeit, Weihnachts-Swing, Vocal Pop, Kärntnerlied und Klassik
- 2012: Unser Land singt neue Lieder | Gemeinschaftsproduktion zusammenwachsen.at – rastimoskupaj.at | musikalisch Brücken zwischen Menschen beider Volksgruppen in Kärnten
- 2011: Kammerchor Klagenfurt-Wörthersee | 10 Jahre Christian Liebhauser-Karl. 25 Jahre Höhepunkte. Neuaufnahme.
- 2010: Kammerchor Klagenfurt-Wörthersee | Halleluja –  Alliluja. Geistliche Musik in Ost und West.
- 2009: Kammerchor Klagenfurt-Wörthersee | Kärntner Sinfonieorchester: Charles Gounod "Messe Solennelle", Anton Bruckner "Te Deum". Dirigent: Christian Liebhauser-Karl. Live-Mitschnitt vom 16. August 2009 – Stiftskirche Millstatt.
- 2009: Kammerchor Klagenfurt-Wörthersee: Nordklang. Chormusik aus dem Norden. Leitung: Christian Liebhauser-Karl. Mit Bonus-CD Neufassung "Des Kärntner Heimatlied" (v. T.v. Gallenstein, M. Millonig, Günther Antesberger).
- 2008: ORF: Mein Land – Neue Volkslieder aus Kärnten. Österreich-Bild aus dem Landesstudio Kärnten, ausgestrahlt am 17. August 2008 auf ORF2.
- 2007: Kammerchor Klagenfurt-Wörthersee: Mein Land. (Doppel-CD). Leitung: Christian Liebhauser-Karl.[11]
- 2006: Kammerchor Klagenfurt-Wörthersee & Dommusik Klagenfurt: Mozart-Requiem KV 626 – live 2006. (Doppel-CD). Leitung: Christian Liebhauser-Karl.
- 2005: Der Chor erhält als "Botschafter Kärntens in Europa" das Stadtwappen der Landeshauptstadt Klagenfurt überreicht.
- 2004: Kammerchor Klagenfurt-Wörthersee & Orchester der Dommusik Klagenfurt: Chor-Orchesterkonzert Musikwochen Millstatt 2004. Leitung: Christian Liebhauser-Karl.
- 2003: Kammerchor Klagenfurt-Wörthersee: "Erlaube mir" Romantische Volks- und Liebeslieder. Leitung: Christian Liebhauser-Karl.
- 2003: Kammerchor Klagenfurt-Wörthersee: Es ist ein Ros’ entsprungen. Leitung: Christian Liebhauser-Karl.
- 2003: Singkreis Klagenfurt-Wörthersee: Schubert-Messe in ES-Dur live. Leitung: Christian Liebhauser-Karl.
- 2001: Singkreis Klagenfurt-Wörthersee: 15 Jahre. Leitung: Christian Liebhauser-Karl.
- 1999: Singkreis Klagenfurt-Wörthersee: Übars gånze Jåhr ume. Leitung: Herwig Wiener.
- 1992: Singkreis Klagenfurt-Wörthersee: Waßt wohl die Zeit noch. Leitung: Herwig Wiener.
- 1991: Singkreis Klagenfurt-Wörthersee: Misa Criolla. Leitung: Herwig Wiener.
- 1990: Singkreis Klagenfurt-Wörthersee: Seenlieder. Leitung: Herwig Wiener.
- 1989: Erster Platz mit Auszeichnung in der Kategorie Gemischte Chöre in Verona.
- 1989: Zweiter Platz für den Frauenchor.
- 1988: Singkreis Klagenfurt-Wörthersee: Es wird Weihnacht werden. Leitung: Herwig Wiener.
- 1987: Singkreis Klagenfurt-Wörthersee: Mit da Liab übers Jahr. Leitung: Herwig Wiener.